# 바나나 파이
바나나 파이(Banana Pi)는 내부 소프트웨어와 하드웨어 개발, 학교 소프트웨어 학습(스크래치 등)을 위한 저비용 개념에 기반한 신용 카드 크기의 싱글 보드 컴퓨터로, 하드웨어 설계는 2013년 라즈베리 파이에 영향을 받았다.
바나나 파이 소프트웨어는 라즈베리 파이 기판과 호환되며, 파나나 파이 또한 NetBSD, 안드로이드, 우분투, 데비안, 아치리눅스, 라즈비안(Raspbian) 등의 운영 체제 이미지를 구동할 수 있다. (CPU는 데비안 armhf 포팅의 요구와 함께 컴파일된다.) 올위너 SoC(시스템 온 칩)를 사용한다.
라즈베리 파이는 오픈 소스 하드웨어 및 소프트웨어 플랫폼으로서, bananapi.org와 banana-pi.org를 지원하도록 설계되어 있다.

## 모델
- 바나나 파이 BPI-M1
- 바나나 파이 BPI-M1+
- 바나나 파이 BPI-M2+(BPI-M2 플러스)
- 바나나 파이 BPI-M2 제로
- 바나나 파이 BPI-P2 제로
- 바나나 파이 BPI-M2 울트라
- 바나나 파이 BPI-M2 베리
- 바나나 파이 BPI-M2 매직
- 바나나 파이 BPI-M3
- 바나나 파이 BPI-M64
- 바나나 파이 BPI-F2
- 바나나 파이 BPI-S64 코어
- 바나나 파이 BPI-R1
- 바나나 파이 BPI-R2
- 바나나 파이 BPI-R64
- 바나나 파이 BPI-W2
- 바나나 파이 BPI-D1
- 바나나 파이 BPI-G1
- 바나나 파이 BPI-M2
- 바나나 파이 프로

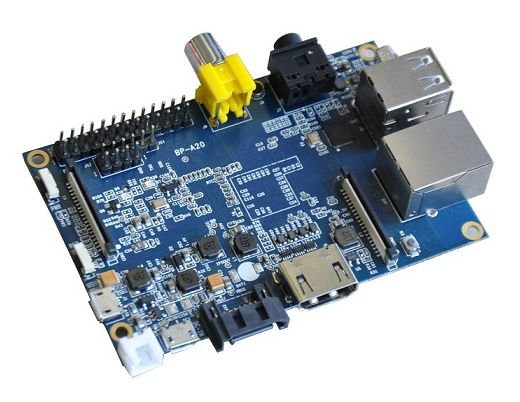
Banana Pi BPI-M1
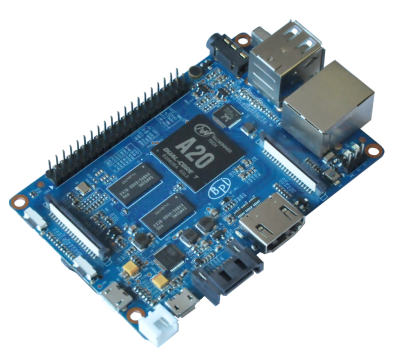
Banana Pi BPI-M1+
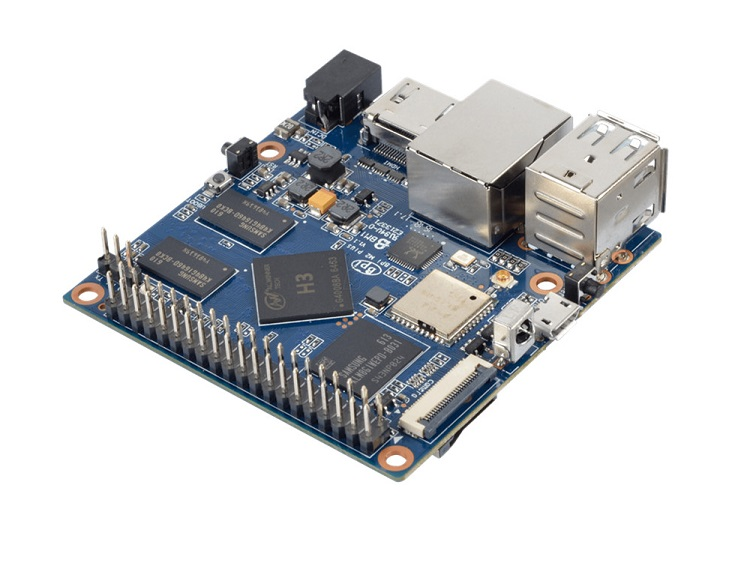
Banana Pi BPI-M2+(BPI-M2 Plus)
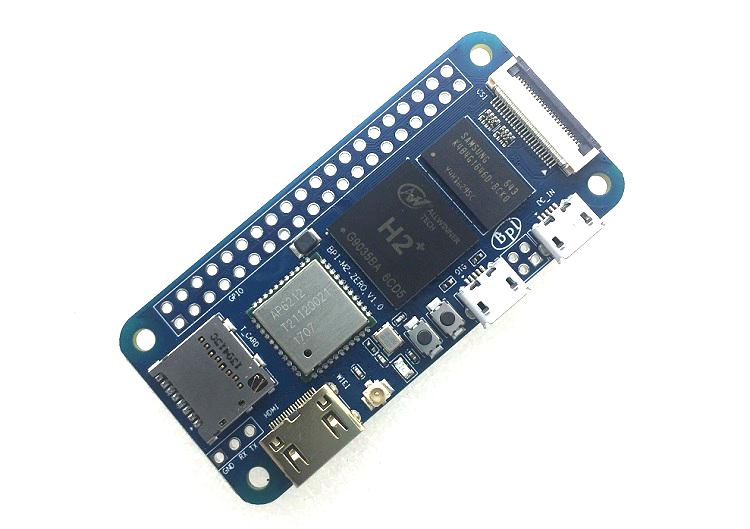
Banana Pi BPI-M2 Zero
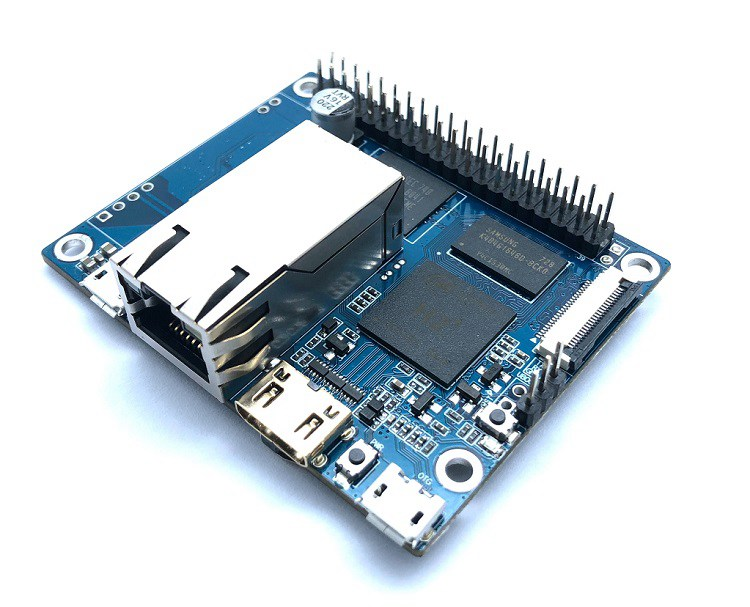
Banana Pi BPI-P2 Zero
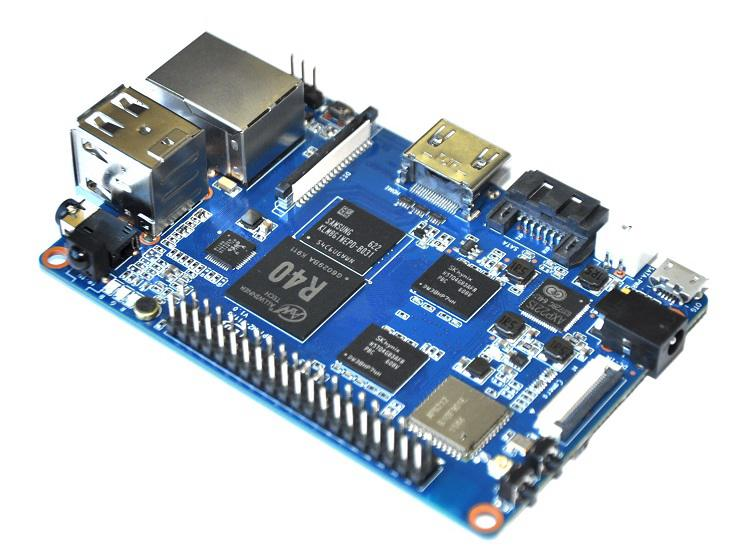
Banana Pi M2 Ultra
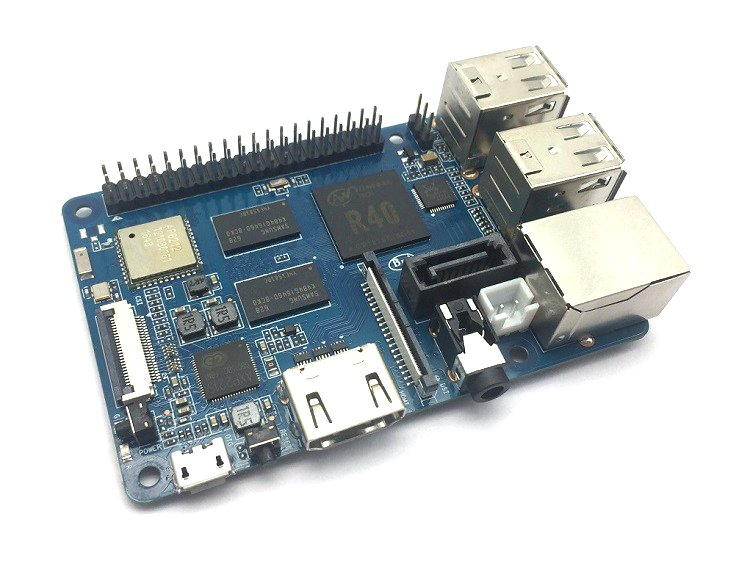
Banana Pi M2 Berry
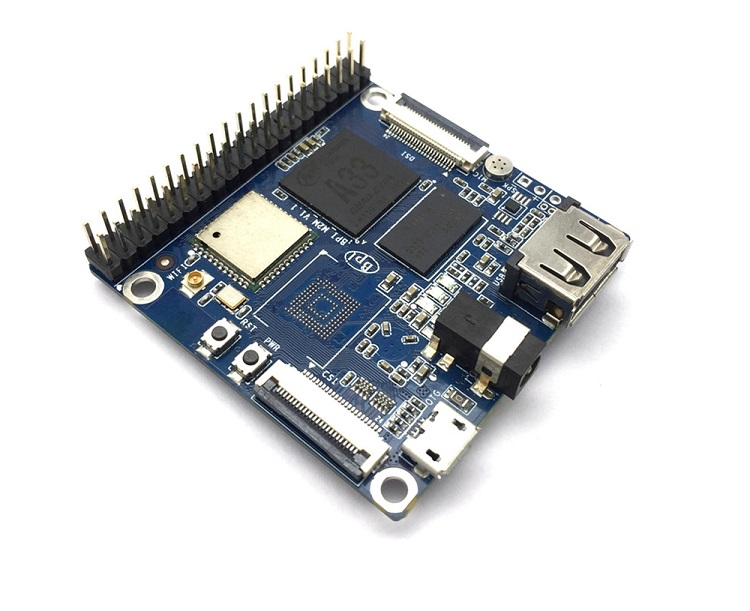
Banana Pi M2 Magic
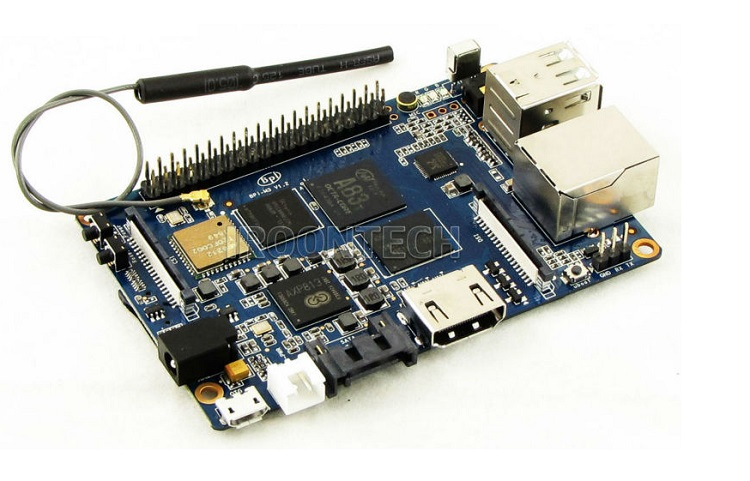
Banana Pi M3
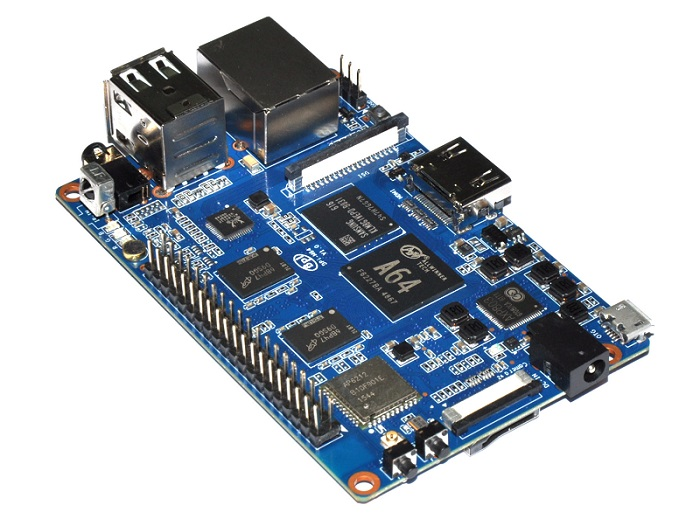
Banana Pi M64
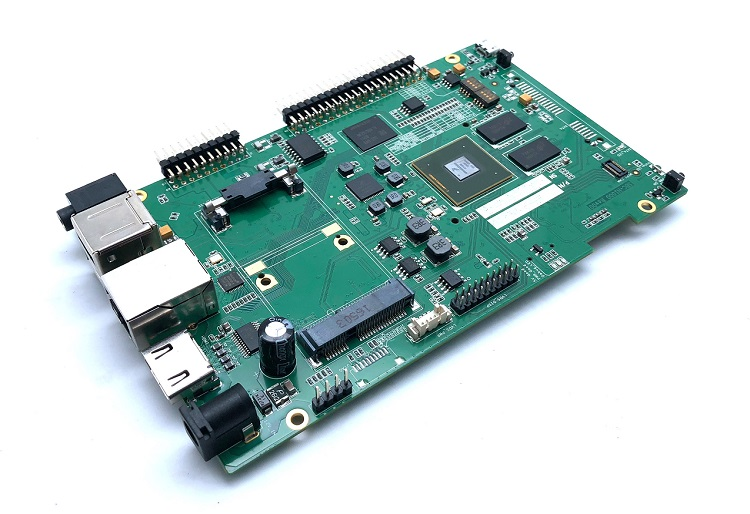
Banana Pi BPI-F2
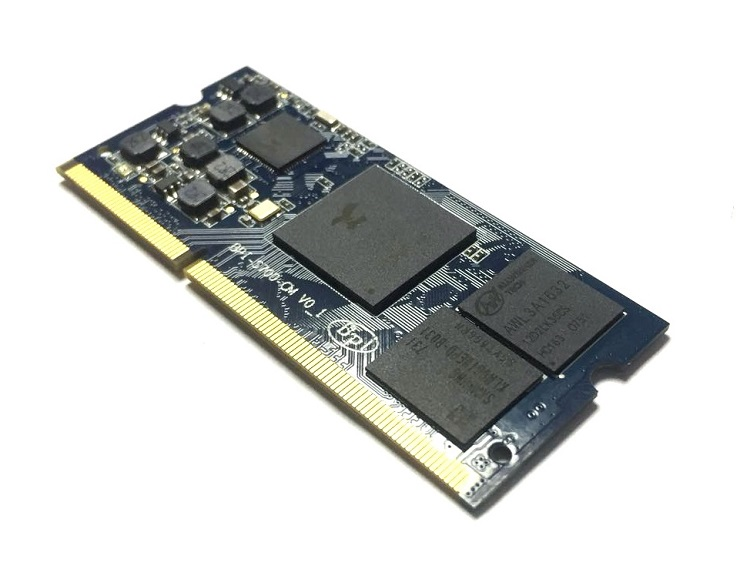
Banana Pi S64 core
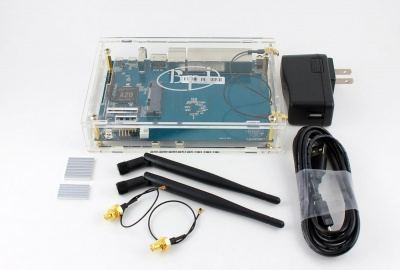
Banana Pi BPI-R1
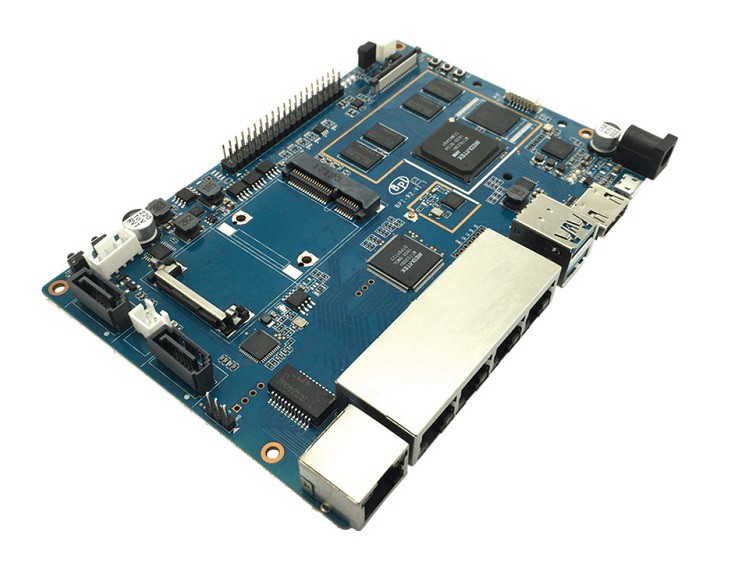
Banana Pi BPI-R2
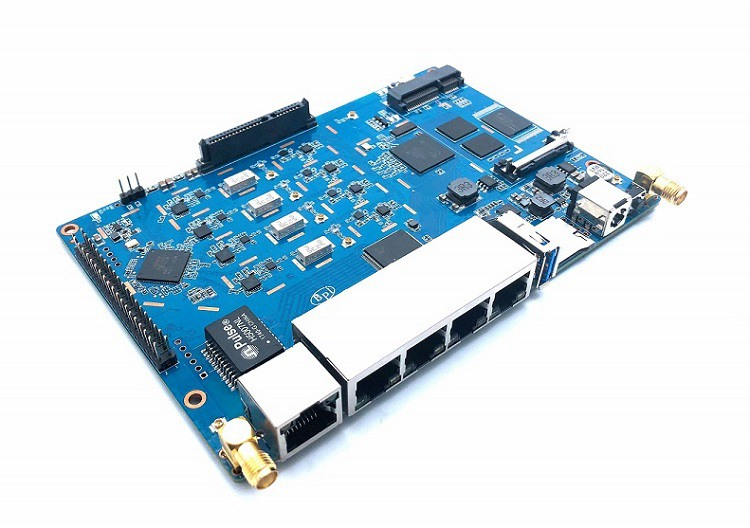
Banana Pi BPI-R64
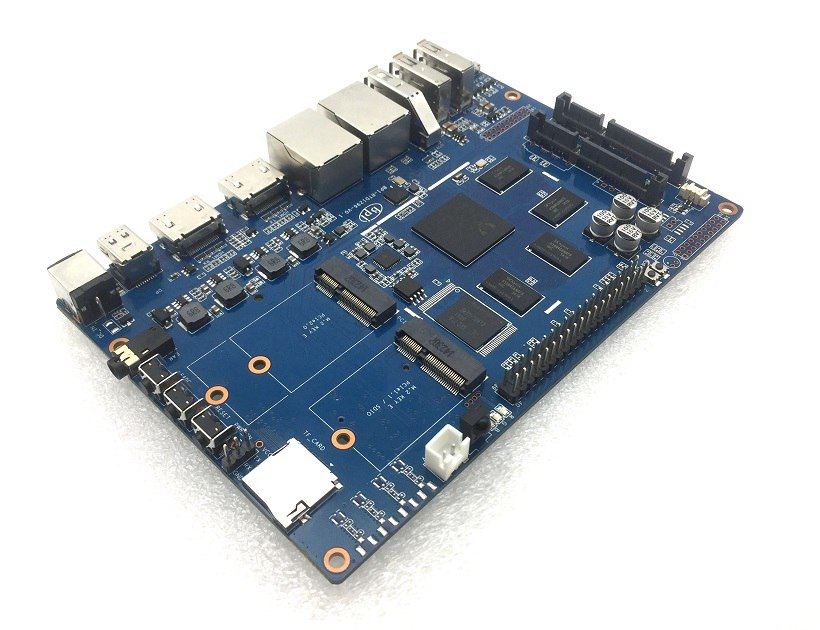
Banana Pi BPI-W2
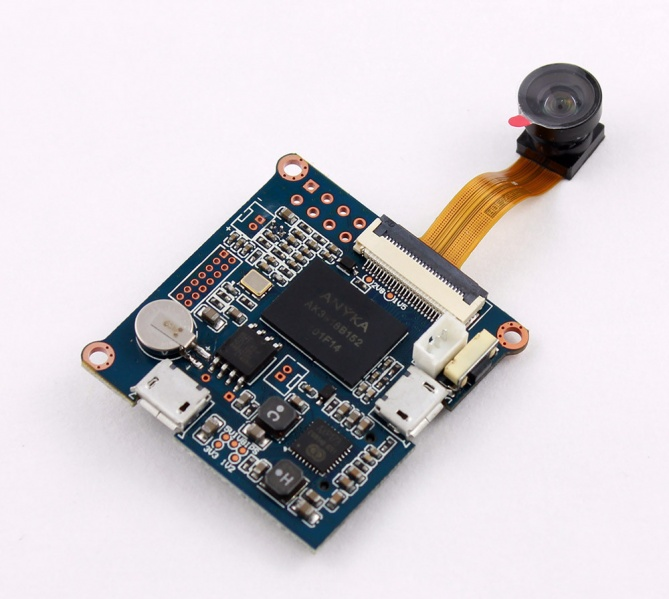
Banana Pi D1
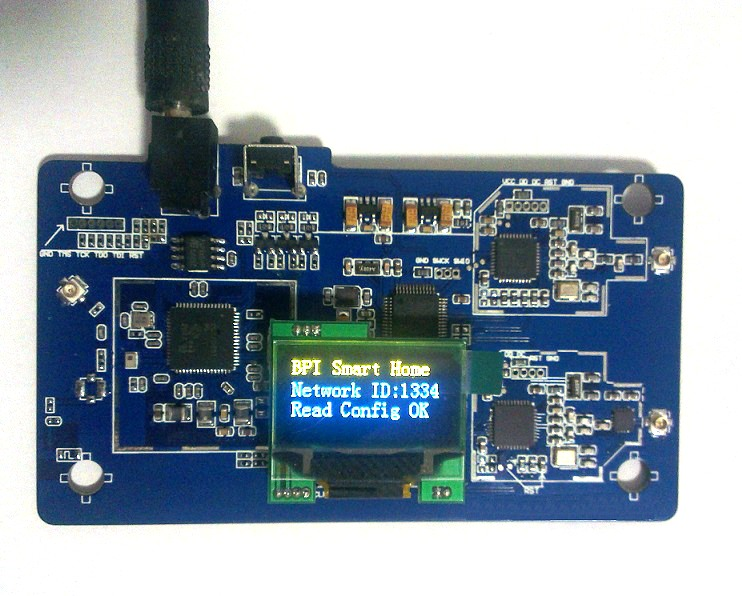
Banana Pi G1
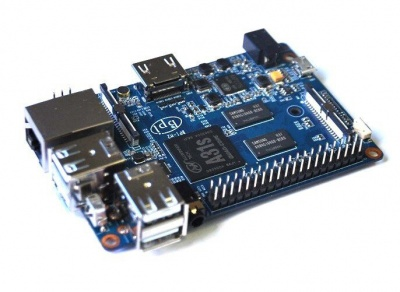
Banana Pi M2
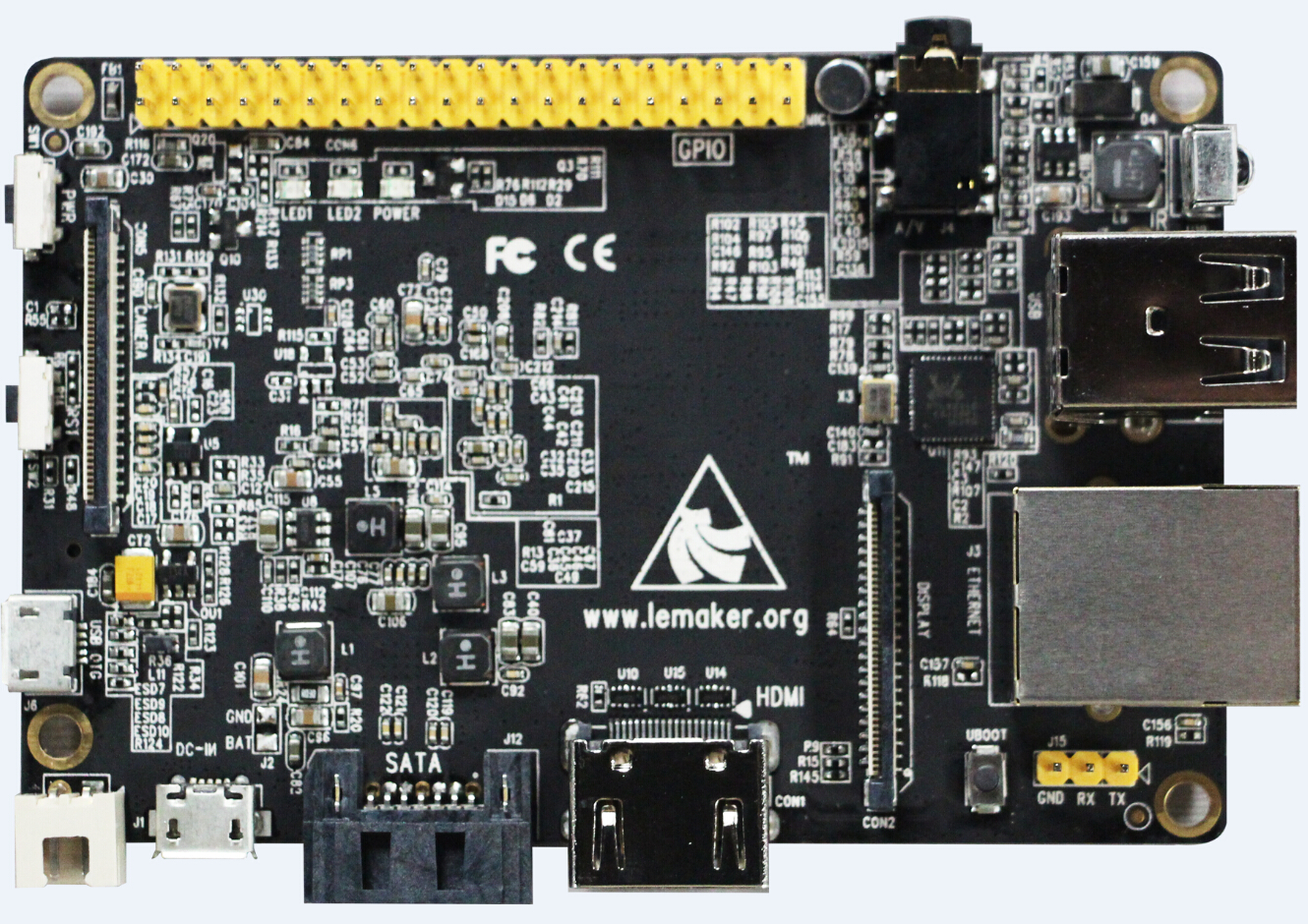
Banana Pi Pro

## 소스 코드
- (영어) Bananapi-dev
- (영어) BPI team Github
- (영어) LeMaker Github
- (영어) BananaPI SDK

## 성능 벤치마크
- 바나나 파이 리뷰(Banana Pi Review)
- (영어) Raspberry vs Banana : hardware duel
- (영어) Banana Pi Benchmarks: Banana Pi with SSD
- (영어) sinovoip :banana pi document on gitbook[깨진 링크(과거 내용 찾기)]